# Облога Галікарнаса
Обло́га Галікарна́са — облога Александром Македонським Галікарнаса, столиці Карії, восени 334 р. до н. е.

## Передісторія
Після розгрому перського війська у битві на річці Гранік Александр Македонський рухався вздовж берегової лінії Малої Азії на південь, захоплюючи прибережні міста без бою. У Мілеті гарнізон спробував чинити опір, розраховуючи на допомогу сильного перського флоту, але македоняни легко взяли місто штурмом. Після цього Александр розпустив свій флот, оскільки його утримання обходилося дорого, а македонський флот у порівнянні з перським був занадто слабкий і міг бути знищений в бою з останнім.
Александр вирішив витіснити перський флот із моря, підкоривши всі прибережні міста. Після Мілета наступним великим містом на шляху Александра став Галікарнас, де зосередилися великі сили персів під командуванням воєначальника Мемнона, грека на службі у царя Дарія, і сатрапа Карії Оронтобата.
У Галікарнасі проживало змішане населення з греків і місцевих карійців. Карійці славилися як наймані воїни, а правителька Галікарнаса Артемісія I ще в епоху греко-перських воєн захоплювала царя Ксеркса своєю безстрашністю та була його довіреним радником. Місто було добре укріплене з боку суші, обнесене міцною стіною та ровом шириною до 13 м і глибиною до 7 м. З боку моря перевага була на боці персів, адже флоту в Александра не було, за винятком транспортних суден для перевезення облогових машин. У гавані Галікарнаса стояли напоготові трієри, тому про блокаду міста мови не йшлося. Гарнізон складався з великої кількості грецьких найманців, персів і місцевих. Небоєздатне населення покинуло місто перед приходом македонян.

## Хід облоги

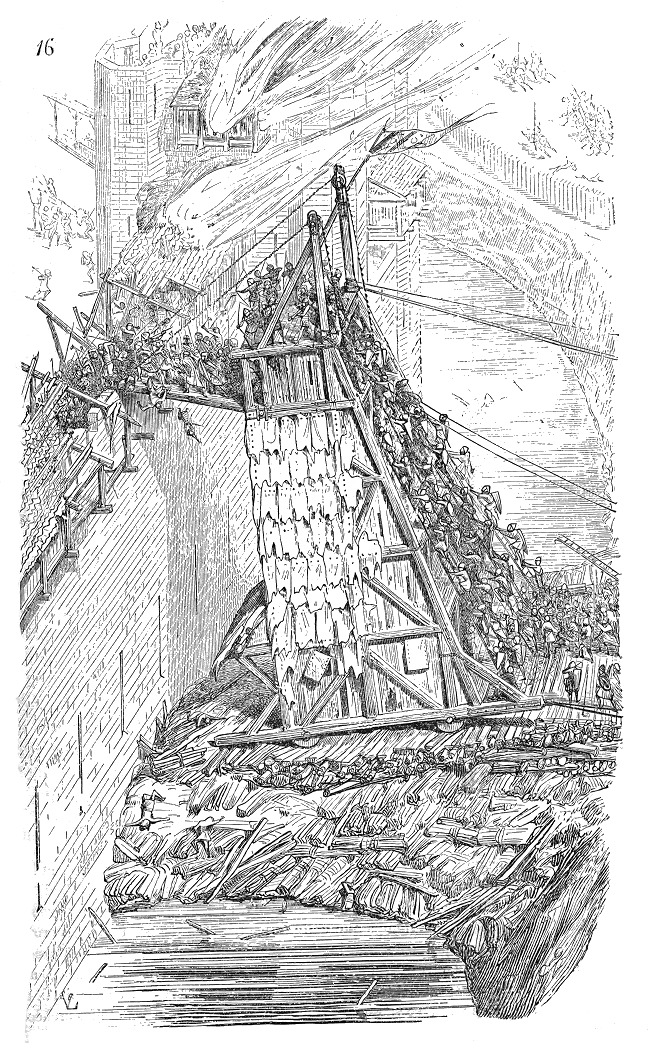
Облогова вежа у дії — внизу розміщений таран, а попереду вежа вкрита шкірами. Рів перед стіною засипаний, щоб підкотити вежу. Малюнок з книги 1856 р.

Галікарнас виявився заміцним для македонської армії. Перед цим Александр бив супротивника у полі, або брав міста з ходу, тепер же довелося вести правильну облогу, застосовуючи досвід, накопичений батьком Александра Філіппом II у його облогах грецьких міст. Для штурму Александр обрав східну стіну Галікарнаса, зручнішу для використання облогових машин. На захід від Галікарнаса знаходився Мінд — укріплене місто з недружньо налаштованими жителями, тож розміщувати базовий табір там було небезпечно. На півночі гориста місцевість з високим акрополем ускладнювала підведення важких облогових веж, а з півдня місто омиває море.
Рів перед стінами засипали, побудували пересувні вежі для обстрілу, підвели тарани та захисні навіси. Однак спершу облогову техніку не вдавалося застосувати. Перси робили нічні вилазки з метою спалити підготовлені споруди, кровопролитні рукопашні бої йшли на підступах до міста. Якщо ж вдавалося обрушити стіну, то перси легко відкидали македонян, користуючись великим числом воїнів і перевагою в вогневій моці метальних машин, розміщених на стінах.
Знову, як і при облозі Фів, відзначилися воїни з полку Пердікки. Двоє п'яних друзів поодинці кинулися до стіни, маючи намір продемонструвати завзятість. У сутичку втягнулися інші воїни, і македоняни мало не ввірвалися в місто на плечах відступаючого ворога. Але сил для спонтанної атаки не вистачило. Більш того, за словами Діодора Сицилійського Александр був змушений просити перемир'я, щоб зібрати під стінами тіла своїх загиблих.

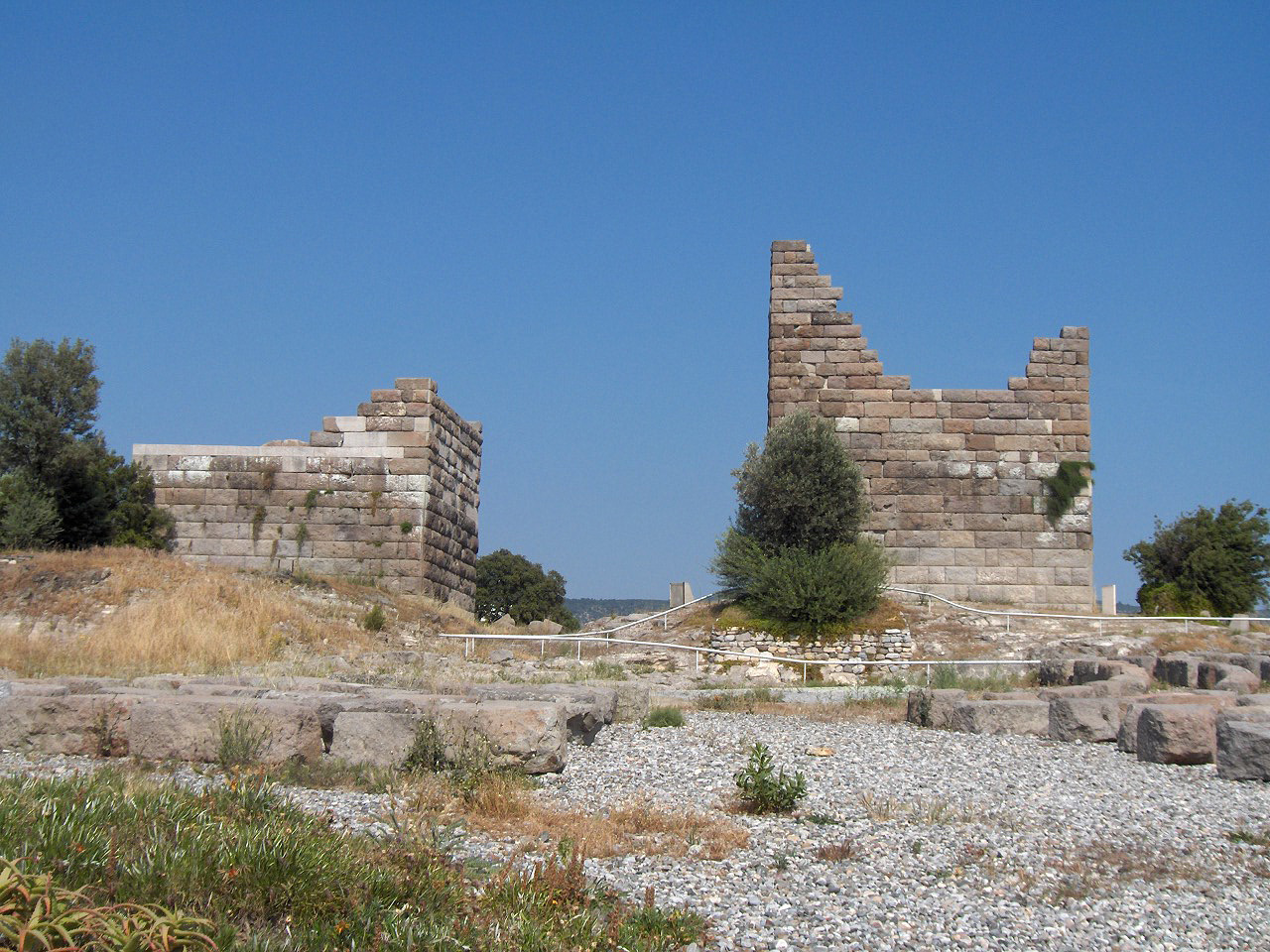
Руїни античної фортеці у Галікарнасі (сучасний Бодрум)

Таранами македоняни обвалили частину східної стіни, проте галікарнасці звели за нею нову, міцнішу за колишню. Коли Александр підвів тарани до нової стіни, гарнізон на світанку зробив велику вилазку одночасно з двох воріт, віддалених одне від одного. Вилазку очолив командир грецьких найманців Ефіальт, вигнаний з Афін за наказом Александра після невдалого повстання у Фівах. Він побудував тисячу гоплітів глибокою фалангою, ще тисяча солдатів несла смолоскипи. Їм вдалося підпалити частину облогової техніки, але македоняни не дали вогню поширитися. Фаланга Ефіальта перекинула македонських солдатів, які несли втрати також від обстрілу дротиками з катапульт із дерев'яної вежі заввишки 45 м, зведеної за новою стіною. Спостерігаючи за успіхом Ефіальта, Мемнон ввів у бій свіжі підкріплення. Погане становище македонян врятували ветерани, звільнені від бою через вік. Вишикувавшись так щільно, що їхні щити перекривалися, вони стримали натиск персів. Ефіальт загинув у бою.
У вилазці гарнізон втратив до тисячі чоловік, в основному при відступі та тисняві біля воріт. У македоняни у цій вилазці загинуло, за словами Арріана, близько 40 осіб, але, судячи з його застереження, можливо враховувалися втрати тільки серед знатних македонян.

## Підсумки облоги

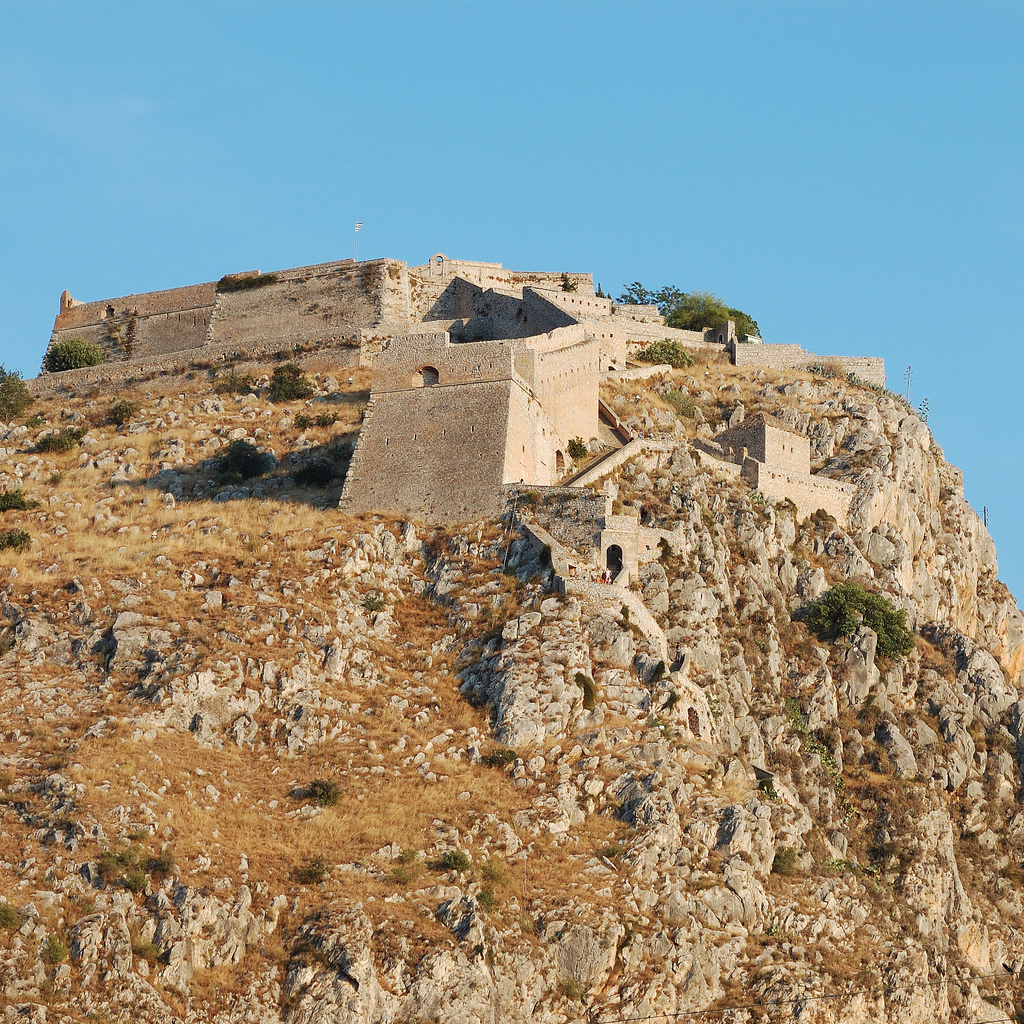
Типовий акрополь грецького міста. На цій фотографії акрополя Нафпліона зображена середньовічна фортеця, але, ймовірно, Салмакіс у Галікарнасі виглядав приблизно так само.

На нічній нараді перських воєначальників вирішено було залишити місто. Стіни були частково зруйновані, гарнізон втратив багато людей убитими і ще більше поранених. Фортеця могла стати пасткою для захисників.
Перси послали гарнізон під командуванням Оронтобата з великим запасом провізії в акрополь — фортецю на високому пагорбі всередині міста. Решта на чолі з Мемноном евакуювалася на сусідній острів Кос. У Галікарнасі були два акрополі, найвищий на півночі міста, але швидше за все (оскільки Арріан назвав акрополь Салмакісом) гарнізон засів у фортеці на пагорбі, що примикає до моря, на південно-східній околиці Галікарнаса. Перед евакуацією було підпалено захисні дерев'яні вежі і склади, щоб ворогові нічого не дісталося.
На світанку Александр вступив у порожнє місто. Він наказав оточити укріпленнями акрополь, місто ж ущент зруйнував. Акрополь був занадто неприступний, щоб витрачати сили на його штурм. Залишивши 3200 солдатів для завершення справ і передавши владу в Карії своїй союзниці, цариці Аді, Александр рушив далі на схід узбережжям Середземного моря.
Мемнон зберіг військові сили, сильний флот і розвинув кампанію у тилу Александра із захоплення островів в Егейському морі, готуючи плацдарм для вторгнення до Греції, де було багато незадоволених македонською гегемонією. На щастя для Александра, найнебезпечніший з його супротивників незабаром помер від хвороби. Гарнізон в акрополі тримався ще рік, але був розбитий у бою, і вся прилегла область Карії скорилася македонцям.